# Hinchinbrook Island (Queensland)
Hinchinbrook Island è un'isola situata nel mar dei Coralli lungo la costa del Queensland, in Australia. Si trova a sud-est della cittadina di Cardwell tra le città di Cairns e Townsville. Hinchinbrook Island è la più grande isola della Grande barriera corallina, fa parte del Parco marino della Grande barriera corallina e costituisce il più grande parco nazionale su di un'isola d'Australia (Hinchinbrook Island National Park).

## Geografia
L'isola è separata dal continente dallo stretto Hinchinbrook Channel, circondato da mangrovie. Hinchinbrook ha una lunghezza di 52 km per 10 di larghezza, una superficie di 393 km² e il monte Bowen raggiunge l'altezza massima di 1121 m. La punta più settentrionale dell'isola è Cape Richards, scendendo verso sud-est una serie di spiagge portano a Cape Sandwich.

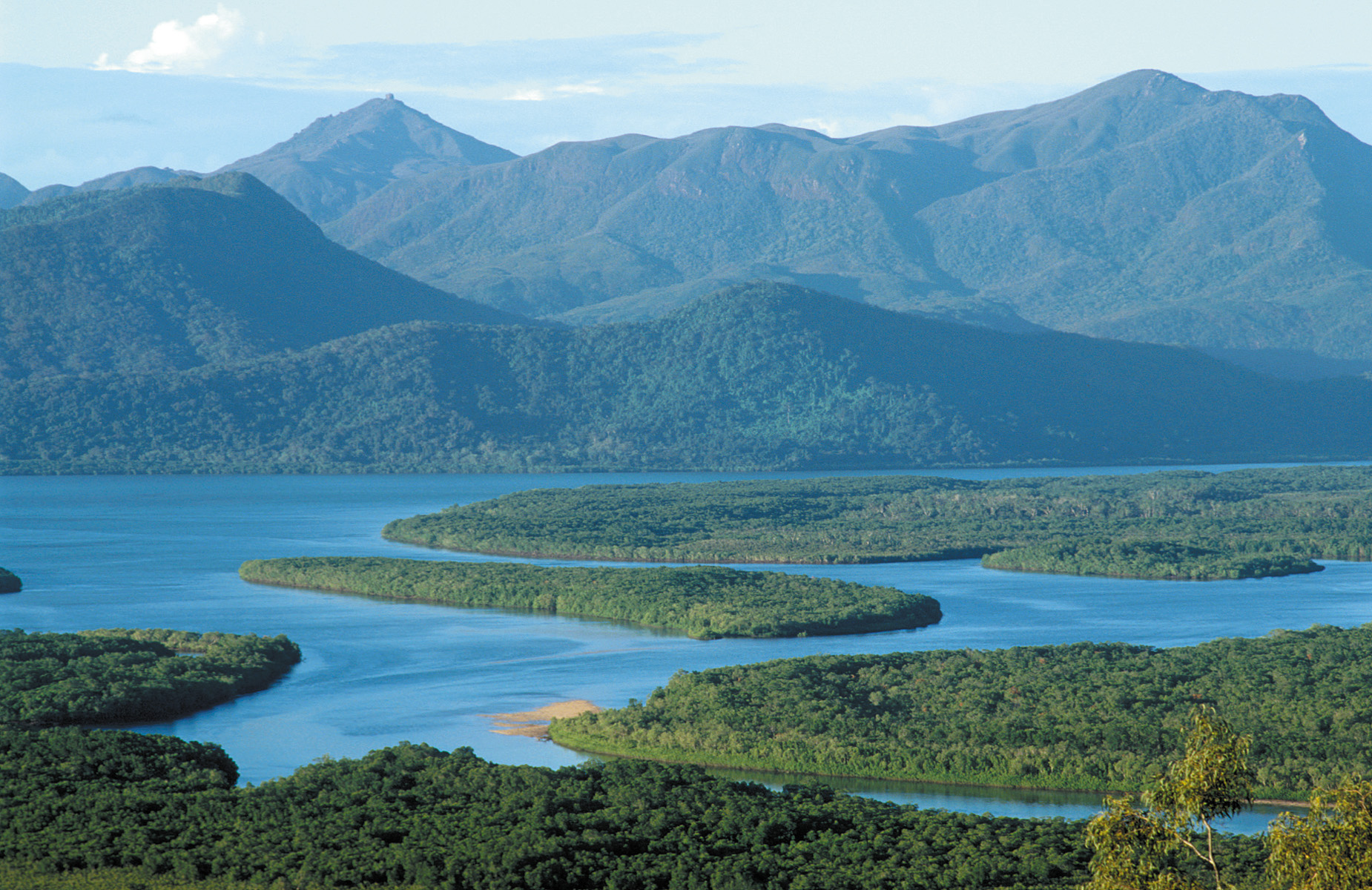
L'isola dietro all'Hinchinbrook Channel

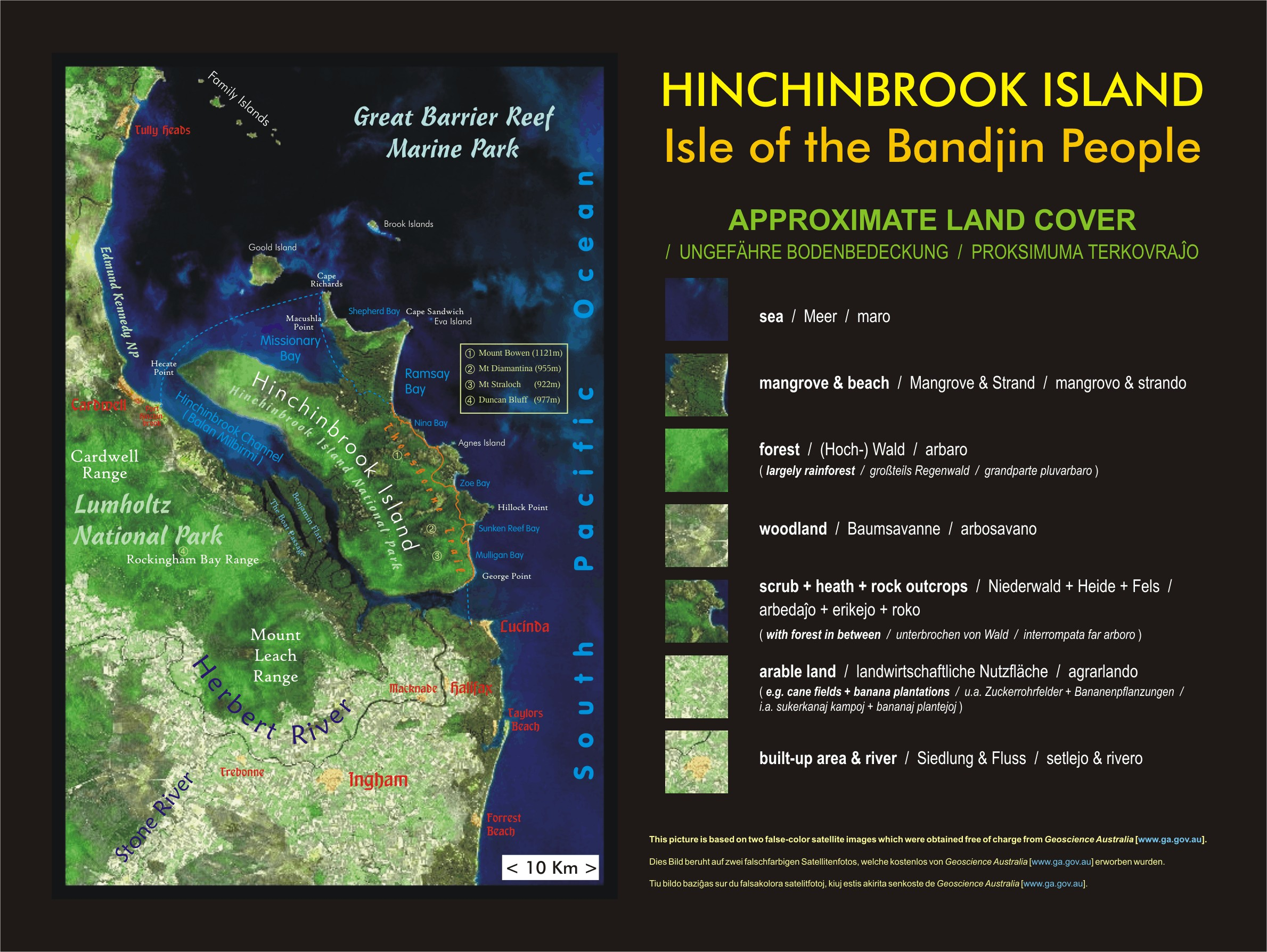

A nord di Hinchinbrook, la Rockingham Bay ospita isole continentali con una densa vegetazione: Goold Island, le Brook Islands e le Family Islands. A sud-est di Hinchinbrook Island si trovano Orpheus Island e le Palm Islands.
La vegetazione dell'isola comprende arbusti, brughiera, boscaglia e foresta. L'habitat dell'isola offre rifugio a numerose specie in pericolo, sia di flora che di fauna come la Litoria infrafrenata.
Un'area marina poco profonda ha vasti letti di alghe in mare aperto dove pascola il dugongo. L'occhione maggiore australiano vive sull'isola.

## Storia
Hinchinbrook Island era abitata lungo una striscia costiera occidentale dai Biyaygiri. I cumuli di conchiglie e le trappole per pesci sono la prova del loro insediamento.
L'isola fu avvistata dall'esploratore James Cook nel 1770, durante il suo primo viaggio e denominata Mount Hinchinbrook, poiché Cook non aveva rilevato l'esistenza del canale che la divide dalla terraferma; egli diede quindi al monte (probabilmente il monte Bowen o il monte Straloch) il nome della residenza di famiglia ("Hinchingbrooke House") del suo grande sostenitore John Montagu, IV conte di Sandwich.
Il film del 2008 Alla ricerca dell'isola di Nim è stato parzialmente girato su Hinchinbrook Island.